# 政務參贊
政務參贊（英語：Political counselor），又稱政務參事，是外交代表機構中負責政治事務的參贊，可駐於大使館或公使館中，擔任該館的政治處處長。位階處於大使、公使、公使銜參贊之下，秘書之上:p42。政治參贊有別於經濟參贊、文化參贊等其他領域的參贊，其可擔任副館長職務:p42。當館內無大使、公使，又無公使銜參贊可代職時，亦可由政治參贊擔任代辦，而未設政治參贊的使館則由政務一等秘書擔當代理之職:p43。